# 国民协进会
国民协进会是中华民国初期的公开政党。民国成立后结成。
范源濂等为领导者的立宪派系统政党。1912年（民国元年）5月与统一党、民社、国民党、民国公会合并组成共和党。

## 注
1. ↑  与宋教仁组织的国民党有区别。